# سیروکو
سیروکو 
(به کاتالونیایی: Xaloc)، (به اسپانیایی: Siroco)، (به یونانی: Σορόκος) و به عربی مصری: خماسین‎؛ یک باد مدیترانه‌ایست که از صحرای بزرگ آفریقا برمی‌خیزد و در مناطقی همچون آفریقای شمالی و اروپای جنوبی سرعتش به ویژه در موسم تابستان به سرعت یک توفند برسد.

## تأثیرات
سیروکو باعث ایجاد شرایطی پر گرد و خاک و خشک در ساحل شمالی آفریقا، طوفان در دریای مدیترانه و آب و هوای سرد و مرطوب در اروپا می‌شود. مدت وزش یک سیروکو ممکن است از نیمی از یک روز تا چندین روز متغیر باشد. این باد در زمان عبورش از دریای مدیترانه، رطوبت را با خود برمی‌دارد که همین مسئله باعث بارش باران‌هایی بخش جنوبی ایتالیا می‌شود، که به دلیل ماسه قرمز مخلوط با آن به باران خونین مشهور است. بسیاری از مردم مشکلات مربوط به سلامتی را به سیروکو یا گرما و گرد و خاک موجود در مناطق ساحلی آفریقا و گاه نیز به رطوبت سرد اروپا نسبت می‌دهند. گرد و غباری که باد سیروکو با خود حمل می‌کند می‌تواند باعث سایش در دستگاه‌های مکانیکی و نفوذ در ساختمان‌ها شود.
بادهای سیروکو با سرعت ۱۰۰ کیلومتر در ساعت (۵۴ گره) در پاییز و بهار بیشترین وزش‌ها را دارند. آنها در ماه مارس و اوایل نوامبر هنگامی که دمایشان بسیار داغ می‌شود، به اوج خود می‌رسند.
سیروکو هنگام جزر و مد با مد و بالا آمدن آب دریا همزمانی و تلاقی یابد در تالاب ونتزیا می‌تواند منجر به پدیدهٔ آکوا آلتا شود.